# Мето Йовановски (актьор)
 Тази статия е за актьора.  За писателя вижте Мето Йовановски (писател).  
Мето Йовановски (на македонска литературна норма: Мето Jовановски) е актьор от Социалистическа република Македония.

## Биография
Роден е на 17 януари 1946 г. в беровското село Панчарево. През 1971 г. завършва Театрална академия в София. Още преди завършването си играе на сцената на Народния театър в Щип. От 1 септември 1971 година започва работа в Драматичния театър. Участва в редица филми и постановки. Отделно режисира театрални постановки. Носител е на републиканското признание „11 октомври“ и наградата на град Скопие „13 ноември“. 
Йовановски умира на 16 ноември 2023 година на 77-годишна възраст.

## Филмография
- „Смилевският конгрес“ (1973), Тодор Попхристов
- „Татко (Прокълнати сме, Ирина)“ (1973), главна роля
- „Най-дългият път“ (1976), Коста, главна роля
- „Присъда“ (1977), главна роля
- „Оловна бригада“ (1980), главна роля
- „Време, води“ (1980), главна роля
- „Цървеният кон“ (1981), главна роля
- „Полунощно слънце“ (1982), главна роля
- „Нали ти рекох“ (1984), второстепенна роля
- „Честита нова '49“ (1986), главна роля
- „Хай-фай“ (1987), главна роля
- „Татуиране“ (1991), главна роля
- „Македонска сага“ (1993), главна роля
- „Преди дъжда“ (1994), второстепенна роля
- „Ангели на боклука“ (1995), главна роля
- „Нечиста кръв“ (1997)
- „Ливада“ (1998), актьор
- „Голямата вода“ (2004), главна роля
- „Тайната книга“ (2006), главна роля
- „Мисия Лондон“ (2010), второстепенна роля, македонския посланик
- „Трето полувреме“ (2012), второстепенна роля равин